# Marie-Christine Clément
 (mai 2011).
Si vous disposez d'ouvrages ou d'articles de référence ou si vous connaissez des sites web de qualité traitant du thème abordé ici, merci de compléter l'article en donnant les références utiles à sa vérifiabilité et en les liant à la section « Notes et références ».
Pour les articles homonymes, voir Clément.
Marie-Christine Clément est un écrivain et une hôtelière-restauratrice.

## Biographie
Fille d'hôteliers-restaurateurs, Marie-Christine Clément obtient une licence de Lettres en 1982,  puis un D.E.A. de Lettres modernes en 1984. De 1987 à 1998, parallèlement à une activité d'hôtelière-restauratrice, elle étudie les rapports entre la littérature et la gastronomie à travers de grandes figures féminines de la littérature française, George Sand, Colette ou la Comtesse de Ségur et cosigne avec son époux "Colette gourmande" aux éditions Albin Michel en 1990.
Membre fondateur du comité de l'Ocha, comité scientifique pluri-disciplinaire de recherche sur l'alimentation, elle se spécialise sur les représentations mentales de l'alimentation et a reçu le Grand Prix de Littérature gourmande pour son essai sur l’imaginaire des légumes intitulé La citrouille est une lune naufragée (Albin Michel, 2008).
Impliquée dans l’éducation du goût, elle a créé sa propre collection de livres de cuisine pour les enfants (Trop bon ! Les fruits et les légumes, Mila 2009, « Prix Matty Chiva de l’éveil au goût » ; Trop bon ! Le chocolat et les desserts, Mila 2010, Trop bon ! Les tartes et les cakes, Mila 2011, Trop bon ! Les petits plats de ma grand-mère, Mila 2013, Trop bon ! Les petits plats de nos régions, Mila 2014).
Elle a été responsable de la rubrique « Saveurs » du magazine Pause Santé où elle a exploré les problématiques contemporaines de l’alimentation dans la perspective des sciences humaines de 2009 à 2013.
Elle a écrit en 2011 l'article sur la notion de gourmandise dans le Dictionnaire des comportements alimentaires (PUF, 2011, direction Jean-Pierre Poulain) ainsi qu'un article sur Colette ou la chair pensante dans le cahier de L'Herne consacré à Colette (éditions de l'Herne, 2011).
Elle dirige avec son mari, le chef de cuisine Didier Clément, le Grand Hôtel du Lion d’Or à Romorantin-Lanthenay.
Membre du Conseil d'Administration des Relais & Châteaux depuis 2013.
Ambassadrice de la Route du Bonheur du Thé Relais & Châteaux entre la Chine, l'Inde, le Sri Lanka, Taïwan et le Japon.